# تييري أنتينوري
تييري أنتينوري، (بالفرنسية:Thierry Antinori) من مواليد 26 يوليو 1961، هو مدرب فرنسي للطيران المدني الدولي، وهو المدير التجاري لشركة لوفتهانزا بين عامي 2000-2011 وهو نائب رئيس شركة طيران الإمارات في دبي.

## وصلات خارجية
- تييري أنتينوري على موقع مونزينجر (الألمانية)